# Endless Love (canção)
"Endless Love" é uma música escrita pelo estadunidense Lionel Richie e originalmente gravada como um dueto entre Richie e a cantora 
compatriota Diana Ross. Nesta balada, os cantores declaram seu "amor sem fim" um pelo outro. Foi regravado pelo cantor americano Luther Vandross com a cantora compatriota Mariah Carey e também pela cantora canadense Shania Twain. O amigo de Richie (e às vezes colega de trabalho) Kenny Rogers também gravou a música. A Billboard nomeou a versão original como o maior dueto musical de todos os tempos.

## Sobre a canção
Ross e Richie gravou a canção para a Motown, e foi usado como tema para a adaptação cinematográfica de Endless Love de Scott Spencer. (Jamie Bernstein, como a personagem Susan, canta a música durante o decorrer do filme.) Produzido por Richie e arranjado por Gene Page, foi lançado como um single da trilha sonora do filme em 1981. Enquanto o filme Endless Love foi um sucesso mediano em bilheterias, a música se tornou o segundo single mais vendido do ano (o primeiro foi "Bette Davis Eyes" de Kim Carnes) nos EUA e alcançou o número 1 no Hot 100, onde permaneceu por nove semanas, de 15 de agosto a 10 de outubro de 1981. Também liderou o gráfico de R&B da Billboard e o gráfico Adulto Contemporâneo e alcançou o número 7 no Reino Unido. Ele também se tornou o dueto de maior sucesso da era do rock, superando o sucesso de "Wake Up Little Susie" de 1957 dos Everly Brothers, que passou quatro semanas na primeira posição. Ambas as músicas passaram seis meses na parada, com "Endless Love" barrando o hit do Everly em uma semana.
A composição soul se tornou o single mais vendido da carreira de Ross, e sua 18ª e última carreira número um (incluindo seu trabalho com The Supremes). Foi também o maior single de Richie, e o primeiro de vários hits para Richie nos anos 80. Ross gravou uma versão solo da música para seu primeiro álbum pela RCA Records, Why Do Fools Fall in Love, a versão em dueto sendo seu último sucesso na Motown. A versão solo de Richie foi lançada como faixa dez no álbum de Richie, em sua edição de relançamento como faixa bônus. A música foi indicada ao Oscar de Melhor Canção Original e foi a segunda música com a qual Ross esteve envolvida e indicada ao Oscar. Também ganhou um American Music Award por Single Pop/Rock Favorito.

## Desempenho nas paradas musicais
| Tabela musical (1981–82)                      | Melhor posição |
| --------------------------------------------- | -------------- |
| África do Sul (Springbok)                     | 1              |
| Austrália (Kent Music Report)                 | 1              |
| Bélgica (Ultratop 50 de Flandres)             | 6              |
| Canadá (RPM)                                  | 1              |
| Estados Unidos (Billboard Hot 100)            | 1              |
| Estados Unidos (Billboard Adult Contemporary) | 1              |
| Estados Unidos (Billboard Hot Black Singles)  | 1              |
| Estados Unidos (Cash Box Top 100)             | 1              |
| Irlanda (IRMA)                                | 9              |
| Países Baixos (Single Top 100)                | 10             |
| Noruega (VG-lista)                            | 8              |
| Nova Zelândia (Recorded Music NZ)             | 3              |
| Reino Unido (UK Singles Chart)                | 7              |
| Suécia (Sverigetopplistan)                    | 5              |
| Suíça (Schweizer Hitparade)                   | 6              |

| Tabela musical (1988)              | Melhor posição |
| ---------------------------------- | -------------- |
| África do Sul                      | 6              |
| Austrália                          | 8              |
| Canadá                             | 3              |
| Estados Unidos (Billboard Hot 100) | 2              |
| Estados Unidos (Cashbox)           | 1              |
| Nova Zelândia                      | 42             |
| Reino Unido                        | 76             |

| Tabela musical (1958–2018)         | Melhor posição |
| ---------------------------------- | -------------- |
| Estados Unidos (Billboard Hot 100) | 18             |

| Região | Certificação          | Vendas  |            |
| --- | --------------------- | ------- | ---------- |
| scope="row" style="background-color: #f2f2f2;"                                                               | Estados Unidos (RIAA) | Platina | 1,000,000^ |
| scope="row" style="background-color: #f2f2f2;"                                                               | Reino Unido (BPI)     | Prata   | 250,000‡   |
| ^distribuições baseadas apenas na certificação ‡vendas+valores de streaming baseados somente na certificação |                       |         |            |

## Créditos e equipe
- Lionel Richie – vocal principal
- Diana Ross – vocal principal
- Sonny Burke –  piano elétrico
- Barnaby Finch – piano
- Paul Jackson Jr. – guitarra acústica e elétrica
- Thomas McClary – guitarra
- Nathan East – baixo
- Ed Greene – bateria
- Rick Shlosser – bateria
- Gene Page – arranjos de cordas

## Versão de Luther Vandross e Mariah Carey
Walter Afanasieff produziu o cover da música para Luther Vandross e Mariah Carey para o álbum Songs pela Epic Records, e é conhecido por ser o primeiro dueto de alto padrão de Carey (um dueto anterior, "I'll Be There", foi com o então cantor desconhecido Trey Lorenz). No Grammy Awards de 1995, a música foi indicada na nova categoria de Melhor Vocal Pop Colaborativo, perdendo para "Funny How Time Slips Away", de Al Green e Lyle Lovett. Mais tarde, a Columbia Records incluiu a música no álbum de compilação de Carey, Greatest Hits (2001) e novamente em seu próximo álbum de compilação, The Ballads (2008). Foi lançado como o segundo single de Songs em 1994.

### Gravação
O presidente da Sony Music Entertainment, Tommy Mottola, sugeriu que o Vandross gravasse Songs, um álbum de versões cover. Com versões de Vandross de músicas como "Love the One You're With" de Stephen Stills, "Always and Forever" de Heatwave e "Killing Me Softly" de Roberta Flack, o álbum estava se preparando para ser uma grande realização da carreira. Para dar um impulso maior ao álbum, a então esposa de Mottola, Mariah Carey, teve a ideia de regravar "Endless Love" como um dueto com ela. Lionel Richie e Diana Ross originalmente gravaram "Endless Love" em 1981, e a música passou nove semanas no número 1. Embora o álbum de Luther já estivesse definido para conter uma composição de Lionel Richie, "Hello", era óbvio que ter a artista feminina mais popular no momento para a gravadora seria um benefício.

### Recepção crítica
Stephen Thomas Erlewine do AllMusic, destacou esta faixa. Jeremy Helligar, da Entertainment Weekly, escreveu que o álbum pode dar a Vandross um hit número um com "Endless Love", mas ainda chamou a música de "sentimental".

### Desempenho comercial
"Endless Love" estreou em 10 de setembro de 1994 no número 31 e atingiu o número 2, retido da posição de topo por "I'll Make Love to You" de Boyz II Men. A música se tornou o hit pop de maior sucesso de todos os tempos de Luther Vandross e deu a Lionel Richie seu primeiro top 10 como compositor em sete anos. Tornou-se o quinto single dos dez melhores de Vandross e décimo segundo de Carey. Permaneceu no top quarenta por treze semanas e ficou em 56º lugar nas paradas de final de ano do Hot 100 de 1994. Foi também uma melhoria em relação ao single anterior de Carey, "Anytime You Need a Friend", que havia perdido os dez primeiros lugares. Foi certificado em ouro pela RIAA.
A música foi um sucesso fora dos EUA, alcançando o topo da parada na Nova Zelândia (por cinco semanas) e os cinco primeiros no Reino Unido, Austrália, Irlanda e Países Baixos. Também alcançou o top 20 na maioria dos países. Foi certificado de Platina na Austrália pela ARIA e na Nova Zelândia pela RIANZ.
O total de vendas no Reino Unido é de 230.000.

### Videoclipe
Dois videoclipes foram lançados para o single; um mostra Carey e Vandross gravando a música em estúdio, e o outro mostra os dois tocando a música ao vivo no Royal Albert Hall. Esta última performance está incluída na coleção de videoclipes Luther Vandross: From Luther with Love em formato DVD.
Algumas versões da música foram lançadas, nas quais Carey ou Vandross cantam solo.

### Equipe
- Luther Vandross, Mariah Carey: vocais
- Lionel Richie: compositor
- Walter Afanasieff: produtor, arranjador, orquestrador, teclado, piano, programação de bateria, baixo, baixo acústico, violão, programação
- Dan Shea: teclados, programação de sintetizadores, programação
- Ren Klyce: Akai AX60, Roland Juno-106 e programação Synclavier
- Gary Cirimelli: Synclavier programação
- Dann Huff: guitarra acústica e elétrica
- Jeremy Lubbock: orquestrador, maestro

## Desempenho nas paradas musicais e certificação
| Tabela musical (1994)                         | Melhor posição |
| --------------------------------------------- | -------------- |
| Alemanha (Official German Charts)             | 14             |
| Austrália (ARIA)                              | 2              |
| Áustria (Ö3 Austria Top 75)                   | 13             |
| Bélgica (Ultratop 50 de Flandres)             | 2              |
| Canadá (The Record)                           | 14             |
| Escócia (Scottish Singles Chart)              | 6              |
| Estados Unidos (Billboard Hot 100)            | 2              |
| Estados Unidos (Billboard Adult Contemporary) | 11             |
| Estados Unidos (Billboard R&B/Hip-Hop Songs)  | 7              |
| Estados Unidos (Billboard Mainstream Top 40)  | 7              |
| Estados Unidos (Billboard Rhythmic)           | 5              |
| Europa (European Hot 100 Singles)             | 7              |
| França (SNEP)                                 | 12             |
| Islândia (Íslenski Listinn Topp 40)           | 5              |
| Irlanda (IRMA)                                | 4              |
| Noruega (VG-lista)                            | 6              |
| Nova Zelândia (Recorded Music NZ)             | 1              |
| Países Baixos (Dutch Top 40)                  | 4              |
| Países Baixos (Single Top 100)                | 6              |
| Reino Unido (UK Singles Chart)                | 3              |
| Reino Unido (OCC UK R&B)                      | 5              |
| Suécia (Sverigetopplistan)                    | 10             |
| Suíça (Schweizer Hitparade)                   | 6              |

| Tabela musical (1994)                            | Melhor posição |
| ------------------------------------------------ | -------------- |
| Austrália (ARIA)                                 | 27             |
| Bélgica (Ultratop 50 Flanders)                   | 20             |
| Canadá (RPM)                                     | 56             |
| Canadá (RPM Adult Contemporary)                  | 52             |
| Estados Unidos (Billboard Hot 100)               | 56             |
| Estados Unidos (Billboard Hot R&B/Hip-Hop Songs) | 88             |
| Nova Zelândia (Recorded Music NZ)                | 10             |
| Países Baixos (Dutch Top 40)                     | 62             |
| Países Baixos (Single Top 100)                   | 58             |
| Reino Unido (Official Charts Company)            | 44             |
| Suécia (Sverigetopplistan)                       | 77             |
| Suíça (Schweizer Hitparade)                      | 49             |

| Região                                                                                             | Certificação          | Vendas  |          |
| -------------------------------------------------------------------------------------------------- | --------------------- | ------- | -------- |
| scope="row" style="background-color: #f2f2f2;"                                                     | Austrália (ARIA)      | Platina | 70,000^  |
| scope="row" style="background-color: #f2f2f2;"                                                     | Estados Unidos (RIAA) | Ouro    | 500,000^ |
| scope="row" style="background-color: #f2f2f2;"                                                     | Nova Zelândia (RMNZ)  | Platina | 10,000*  |
| scope="row" style="background-color: #f2f2f2;"                                                     | Reino Unido (BPI)     | Prata   | 230,000  |
| *números de vendas baseados somente na certificação ^distribuições baseadas apenas na certificação |                       |         |          |